# Haïder al-Abadi
Pour les articles homonymes, voir Abadi.
Haïder al-Abadi, né le 25 avril 1952 à Bagdad, est un homme d'État irakien. Vice-président du Conseil des représentants en 2014, il est Premier ministre de 2014 à 2018. Il est membre du Parti islamique Dawa.

## Biographie
Membre du Parti islamique Dawa, mouvement d'opposition chiite interdit sous le régime de Saddam Hussein, il passe la plus grande partie de cette période en exil. En 1981, il obtient un doctorat en ingénierie électrique et électronique à l'université de Manchester. Il déclare que deux de ses frères ont été arrêtés et exécutés et qu'un troisième frère a été arrêté et emprisonné pendant dix ans au début des années 1980 pour leur appartenance au Parti islamique Dawa.
Haïdar Al-Abadi,a occupé le portefeuille du ministère des communications du gouvernement intérimaire après le renversement de Saddam Hussein en 2003. Puis en 2006, il a été élu au Parlement irakien. Il y a tout d'abord présidé la commission de l'économie, de l'investissement et de la reconstruction, puis celle des Finances. Avant d'être nommé Premier ministre il était vice-président du Parlement depuis juillet 2014.

## Premier ministre

### Gouvernance
Le 11 août 2014, à la suite de la démission de Nouri al-Maliki, Haïder al-Abadi est nommé Premier ministre de l'Irak.
La démission de Nouri al-Maliki est bien accueillie par les sunnites qui lui reprochaient sa politique sectaire. Dès le 15 août 2014, avant même la formation du nouveau gouvernement, les chefs des tribus sunnites rebelles de la province d'Anbar se déclarent prêts à coopérer sous conditions avec son successeur Haïder al-Abadi.
Une des premières décisions du nouveau Premier ministre est de mettre fin aux poursuites judiciaires intentées contre des journalistes par le gouvernement précédent.
La principale préoccupation du gouvernement irakien reste la guerre civile contre l'État islamique. Les forces irakiennes et les milices pro-gouvernementales (peshmergas kurdes et Hachd al-Chaabi principalement chiites) remportent quelques succès, comme la reprise de Tikrit, mais sans avantage décisif.
À partir du 30 juillet 2015, des manifestations populaires contre la corruption, soutenues par le clergé chiite, éclatent à Bagdad et amènent le Parlement à voter, le 11 août 2015, une série de réformes réduisant la corruption et le gaspillage des ressources publiques. Entre autres, les trois postes de vice-président, les trois de vice-Premier ministre et plusieurs ministères et administrations excédentaires sont supprimés. Cependant, en octobre 2015, plusieurs réformes promises par le gouvernement n'étaient toujours pas entrées en application : abolition des trois postes de vice-président, création d'une Garde nationale, amnistie partielle des prisonniers politiques.
Le 31 mars 2016, après des manifestations à Bagdad, il propose un nouveau gouvernement, qui doit ensuite être approuvé par le Parlement. Le 15 août, le Parlement approuve partiellement le remaniement.
Le 9 décembre 2017, il annonce la fin de la guerre contre l'Etat islamique et la victoire de l'Irak dans ce conflit contre l'EI,.
En 2018, al-Abadi est jouit d'un taux de popularité élevé de la part de la communauté sunnite. Ainsi, pour Rend al-Rahim, ancienne ambassadrice de l'Irak à Washington, « Haïder al-Abadi a montré des signes d'ouverture à [l'] intention » des Arabes sunnites.

### Formation du gouvernement de 2014
Le 11 août 2014, après avoir été désigné par l'alliance nationale irakienne, coalition majoritaire au conseil des représentants comme candidat au poste de Premier ministre au détriment du sortant Nouri al-Maliki, le président Fouad Massoum le charge de former un nouveau gouvernement.
Le nouveau gouvernement, présenté au parlement le 8 septembre 2014, compte des représentants des principales communautés et formations politiques du pays :
- Vice-Premiers ministres : Hoshyar Zebari, un Kurde, Saleh al-Mutlaq, un sunnite, et Baha Araji (en), un Chiite.
- Ministre du Pétrole :  Adel Abdel-Mehdi du Conseil suprême islamique irakien, Chiite.
- Ministre des Affaires étrangères : Ibrahim al-Jaafari, ancien Premier ministre, du Parti islamique Dawa, chiite.
- Ministre des Finances : Rowsch Schaways, un Kurde du Parti démocratique du Kurdistan[16].
- Ministre de la Défense : non pourvu le poste sera attribué en octobre 2014 à Khaled al-Obaidi, un Sunnite, membre du groupe Itihad al-Quwa al-Wataniyah.
- Ministre de l'Intérieur : non pourvu le poste sera attribué en octobre 2014 à Mohammed al-Ghabbane, un Chiite[17].

Par ailleurs, le Parlement élit comme vice-présidents de la République Nouri al-Maliki, Premier ministre sortant, Usama al-Nujayfi (en), ancien président du Parlement, et Iyad Allaoui, ancien Premier ministre.

### Formation du gouvernement de 2016
Durant l'été 2015, Haïdar al-Abadi doit faire face à de grandes manifestations de mécontentement et,en mars 2016, il lui est demandé de former un nouveau gouvernement rapidement. Faisant face à un ultimatum de 45 jours, il choisit de proposer un nouveau gouvernement dont les nouveaux vice-présidents de la République sont M. Oussama al-Nujaïfi, M. Nouri al-Maliki, M. Iyad al-Allaoui
Les principaux ministres du nouveau gouvernement sont :
- Ministre des Affaires étrangères : Ibrahim al-Jaafarii[19]
- Ministre de la Défense : Arfan al-Hayali
- Ministre de l’Intérieur : Qassim al-Araji
- Ministre du Pétrole : Jabbar Ali Hussein Alluaibi
- Ministre de l’Électricité: Qasim al-Fahdaoui
- Ministre de la Justice : Haïder al-Zamili

### Élections législatives de 2018
Pour les législatives de 2018, il mène une liste concurrente à celle de son prédécesseur Nouri al-Maliki. Soutenant les sanctions américaines contre l'Iran, cette décision met à mal ses chances de se maintenir au pouvoir.
Le 8 septembre, le Mouvement sadriste et la l'Alliance Fatah, arrivés en tête des élections législatives, appellent à sa démission après des émeutes à Bassorah,.
Il quitte officiellement son poste de Premier ministre le 25 octobre 2018 et est remplacé par Adel Abdel-Mehdi.